# Памятник Гоголю (Караганда)
Памятник Н. В. Гоголю — монумент, воздвигнутый в честь знаменитого поэта, прозаика и драматурга, уроженца Полтавщины Н. В. Гоголя в городе Караганда (Казахстан), приуроченный к 200-годовщине со дня рождения великого литературного классика. Открытие состоялось 28 августа 2004 года.
Памятник Николаю Васильевичу Гоголю установлен в тенистой аллее на пересечении проспекта Нурсултана Назарбаева и улицы Гоголя. Скульптура представляет собой погрудный бюст великого писателя, выполненный из бронзы и установленный на высоком гранитном постаменте в виде колонны.
Скульптура была изготовлена по проекту архитектора В. А. Троценко и скульптора А. С. Калмаханова. Аллея, на которой находится памятник, является одним из излюбленных мест для романтических встреч и размеренных прогулок не только среди жителей Караганды, но и среди многочисленных гостей города.